# پوشش‌ساز همدیس
مواد پوشش‌ساز همدیس (به انگلیسی: Conformal coating) یک پوسته پلیمری نازک است که برای محافظت از اجزای برد، با خطوط تراز یک برد مدار چاپی مطابقت دارد. به‌طور معمول در μm 25-250 (میکرومتر) اعمال می‌شود و برای محافظت در برابر رطوبت، گرد و غبار، مواد شیمیایی و دما اضافی به مدارهای الکترونیکی اعمال می‌شود.
پوشش‌سازی‌ها را می‌توان به روش‌های مختلفی از جمله برس‌زنی، اسپری کردن، پخش‌سازی و پوشش‌سازی غوطه‌وری بکار برد. علاوه بر این، تعدادی از مواد را می‌توان به عنوان یک پوشش‌ساز همدیس استفاده کرد، مانند اکریلیک، سیلیکون، اوراتان و پاریلن. هر کدام ویژگی‌های خاص خود را دارند، بنابراین آنها را برای محیط‌های خاص و سناریوهای تولید ترجیح می‌دهد. اکثر شرکت‌های مونتاژ مدار، مدارها را با یک لایه پوشش‌ساز همدیس می‌پوشانند، که بررسی آن سبک‌تر و راحت تر از قالب‌گیری است.